# Stausee Olsberg

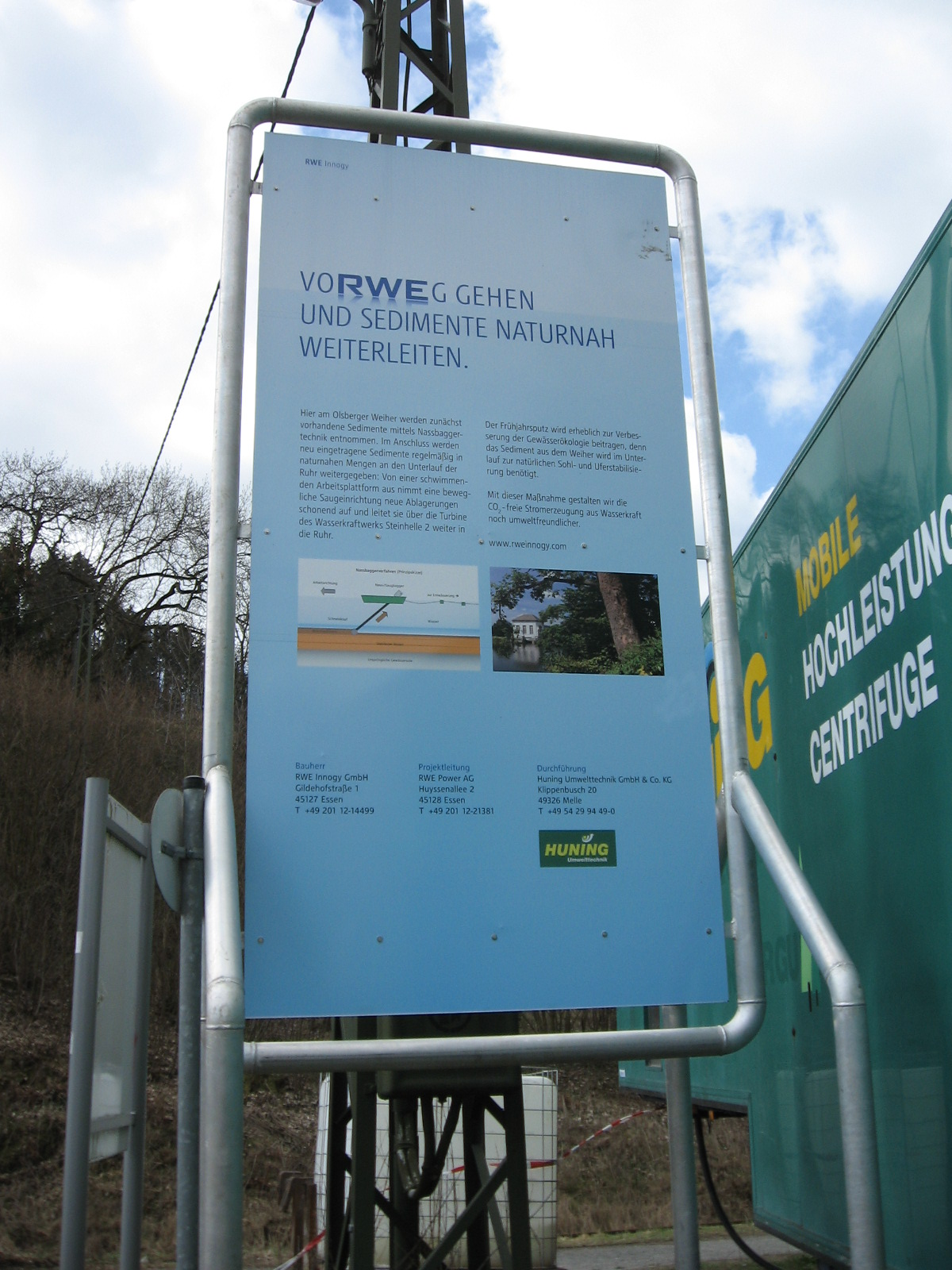
Schild von RWE am Olsberger Stausee über die Absaugung von Sedimenten im See.

Der Stausee Olsberg staut die Ruhr bei Olsberg auf. Die Staustufe wurde 1928 im Zuge der Errichtung des Kraftwerks Steinhelle künstlich erstellt. Der See hat einen Inhalt von 72.000 m³ und dient als Staubecken für den Kraftwerksblock Steinhelle 2, der mit einer Kaplanturbine über ein Gefälle von 7 m elektrische Energie mit einer Leistung von 240 kW erzeugt. Der Stausee wurde von den Vereinigten Elektrizitätswerken Westfalen (VEW) gebaut und bis 2000 betrieben. Inhaber des Stausees ist heute RWE, mit der die VEW fusionierten.